# Grzymisława Kyjevská

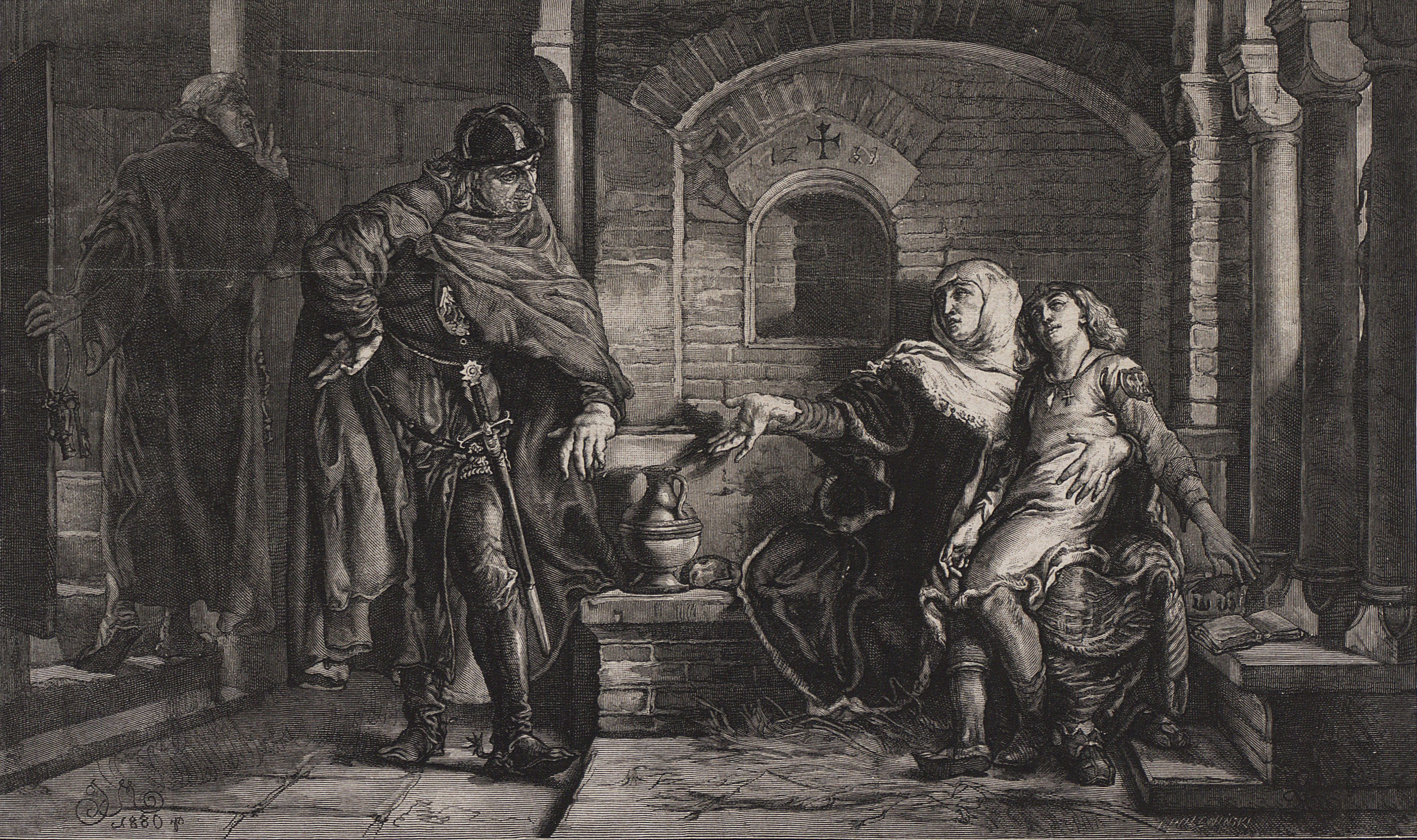
Grzymisława se synem ve vězení Konráda Mazovského. Autor: Jan Matejko.

Grzymisława Kyjevská (asi 1185 až 1195 – asi 8. listopadu 1258) byla dcera kyjevského knížete Ingvara I. a polská kněžna jako manželka Leška I. Bílého.

## Život
V roce 1207 se Grzymisława vdala za Leška Bílého, polského knížete seniora. Toto manželství bylo součástí Leškovy politiky zahrnující expanzi na východ. Po manželově zavraždění (24. listopad 1227) se stala regentkou za svého syna Boleslava V. I poté, co Boleslav začal vládnout samostatně, si jeho matka zachovávala značný vliv. Zemřela mezi 14. červnem a 24. prosincem 1258 (možná se tak stalo 8. listopadu). Zřejmě byla pochována ve františkánském klášteře Zawichoście.
Na původ Grzymisławy existují různé názory. Podle některých historiků se Lešek Bílý v roce 1207 nebo 1208 zasnoubil nebo se oženil s dcerou Ingwara, jejíž jméno je neznámé. Později, mezi lety 1208 a 1211, se ženil s Grzymisławou, možná dcerou Jaroslava I. Moudrého.
Grzymisława a Lešek měli tři děti:
1. Salomena (1211/1212 – 1268), manžel Koloman Haličský
2. Helena († 1265), manžel Vasilko Romanovič[5]
3. Boleslav V. Stydlivý (21. červen 1226 – 7. prosinec 1279), otcův nástupce